# Csanytelek
Csanytelek là một thị trấn thuộc hạt Csongrád, Hungary. Thị trấn này có diện tích 34,71 km², dân số năm 2010 là 2802 người, mật độ 81 người/km².